# Storkobban, Vasa
Storkobban är en ö i Finland. Den ligger i Norra kvarken och i kommunen Vasa i den ekonomiska regionen  Vasa i landskapet Österbotten, i den västra delen av landet. Ön ligger omkring 18 kilometer väster om Vasa och omkring 380 kilometer nordväst om Helsingfors.
Öns area är 9,7 hektar och dess största längd är 0,5 kilometer i sydöst-nordvästlig riktning.